# Gabriele Capellini

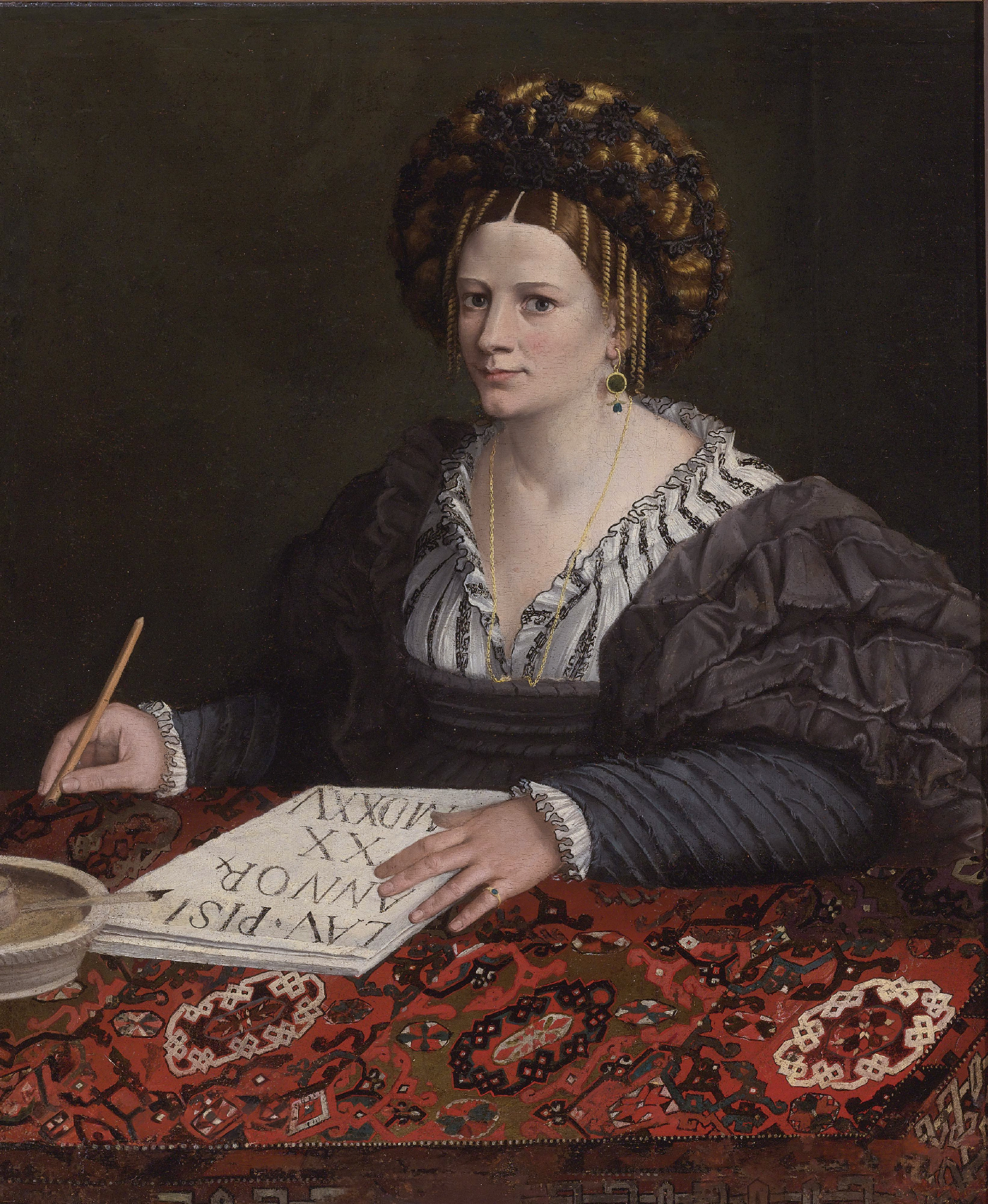
Laura Pisani di Gabriele Capellini (1525)

Gabriele Capellini noto anche come Gabriele Cappellini, Il Caligarino e Il Calzoraletto (Ferrara, ... – ...; fl. XVI secolo) è stato un pittore italiano del Rinascimento.

## Biografia
Era nato a Ferrara, dove fu allievo di Dosso Dossi, e fu attivo intorno al 1520. Per la chiesa di San Francesco a Ferrara dipinse un San Pietro e un San Giacomo e per San Giovannino la pala d'altare principale, che rappresenta la Vergine e il Bambino con diversi santi.